# Mysidia tikalme
Mysidia tikalme är en insektsart som beskrevs av Broomfield 1985. Mysidia tikalme ingår i släktet Mysidia och familjen Derbidae. Inga underarter finns listade i Catalogue of Life.